# Maria Schneider
Maria Schneider (Pariz, 27. ožujka 1952. – 3. veljače 2011.) bila je francuska filmska i televizijska glumica, najpoznatija kao partnerica Marlona Branda u kontroverznom Posljednjem tangu u Parizu.
Schneider se, uz francuske, pojavila i u većem broju talijanskih te u nekoliko američkih filmova. Njezina je 40-godišnja karijera obilježena ovisnošću o drogi, predoziranjima, pokušajem samoubojstva i liječenjem u duševnoj bolnici. Također je među prvima u filmskoj industriji priznala svoju biseksualnost.
Umrla je 3. veljače 2011. u dobi od 58 godina.

## Izabrana filmografija
- Les Femmes, 1969.
- La Vieille fille, 1971.
- Hellé, 1971.
- Cari genitori, 1972.
- Posljednji tango u Parizu, 1972.
- Reigen, 1973.
- Jeune fille libre le soir, 1975.
- Professione: reporter, 1975.
- Violanta, 1977.
- Io sono mia, 1978.
- Schöner Gigolo, armer Gigolo, 1979.
- Haine, 1979.
- La Dérobade, 1979.
- Een Vrouw als Eva, 1979.
- Weiße Reise, 1980.
- Mamma Dracula, 1980.
- Sezona mira u Parizu, 1981.
- Merry-Go-Round, 1981.
- Cercasi Gesù, 1982.
- Balles perdues, 1982.
- Résidence surveillée, 1987.
- Bunker Palace Hôtel, 1989.
- Écrans de sable, 1992.
- Au pays des Juliets, 1992.
- Savage Nights, 1992.
- Jane Eyre, 1996.
- Something to Believe In, 1998.
- Les Acteurs, 2000.
- Ključ (La clef, 2007.)
- Cliente, 2008.

## Vanjske poveznice
- Maria Schneider u internetskoj bazi filmova IMDb-u (engl.)